# Luis Molinari Romero
Luis Arturo Ramón Molinari Romero (Córdoba, 1954) es un abogado y político argentino de la provincia de Córdoba perteneciente a la Unión Cívica Radical que fue parte del gabinete del gobernador Eduardo Angeloz, vicegobernador de Córdoba y senador Nacional.

## Biografía
Luis Molinari Romero nació en 1954 en la provincia de Córdoba, se recibió de abogado en la Universidad Nacional de Córdoba. Afiliado a la Unión Cívica Radical empezó dentro del grupo interno Línea Córdoba liderado por Eduardo Angeloz.

#### Trayectoria política
En 1986 Molinari Romero es nombrado Subsecretario de Asuntos Institucionales y del Interior del Ministerio de Gobierno de la Provincia de Córdoba cargo que tuvo por un año hasta que fue nombrado Secretario General de la Provincia en el gabinete del gobernador Eduardo Angeloz, cuatro años después en 1991 cuando Angeloz entra en su tercer mandato nombra a Molinari Romero Ministro de Coordinación de la provincia cargo que ejerció hasta que fue elegido Senador provincial en 1993.
En el año 1995 Eduardo Angeloz le propone al candidato a gobernador de la UCR, Ramón Mestre que lleve como su candidato a vice a Molinari Romero. Mestre acepta y ganan las Elecciones Gobernador de Córdoba 1995 y Luis asume como vice el 12 de julio de ese año. Al año siguiente es elegido para presidir al grupo interno Línea Federal el vicegobernador Luis Molinari Romero sostuvo que no es "un líder" para reemplazar a Eduardo Angeloz en el papel que cumplía al frente de la Línea Federal y aclaró que no ocuparía la presidencia de ese núcleo para "ser gerente" del exgobernador.
Ya en el año 1998, Molinari Romero se había alejado de la Línea Federal y del que fue presidente dos años, debido a su acercamiento con Mestre y Rubén Martí (que también se había alejado de la Línea Federal) y con quienes formó el grupo interno Corriente de Integración ese mismo año Molinari Romero se había presentado como candidato a intendente de Córdoba, por varios meses hizo campaña pero en el mes de octubre la Legislatura de Córdoba lo nombró Senador Nacional para que remplace a Conrado Storani, asumió en diciembre. En el año 2001 es electo diputado nacional.

#### Candidato a Intendente de Córdoba
En el año 2003 es el candidato de la UCR para intendente de Córdoba acompañado por Guillermo Iros. En aquella elección la formula del radicalismo (Molinari Romero-Iros) saco el 8,21% de los votos quedando tercero debajo de Luis Juez (Partido Nuevo) 55,39% y Alfredo Keegan (Unión por Córdoba) 23,11%.

## Elecciones

### Elecciones Intendente 2003
| Candidato            | Partido              | Porcentaje |
| -------------------- | -------------------- | ---------- |
| Luis Juez            | Partido Nuevo        | 55,39%     |
| Alfredo Keegan       | Unión por Córdoba    | 23,11%     |
| Luis Molinari Romero | Unión Cívica Radical | 8,21%      |